# Thimphu (distrito)
Thimphu, Thimpu ou Timbu é um distrito do Butão, de capital homônima.

Thimphu (distrito)
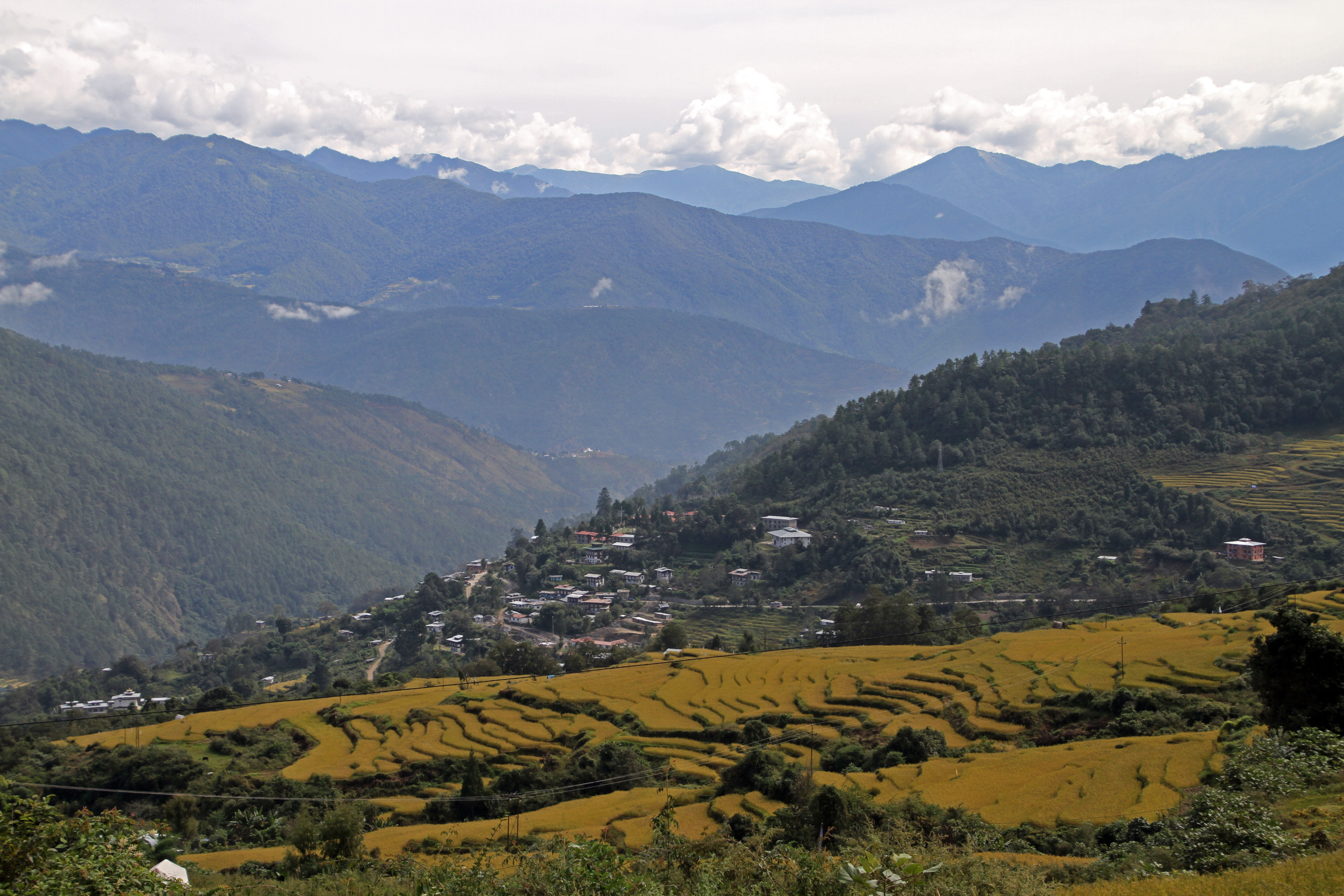
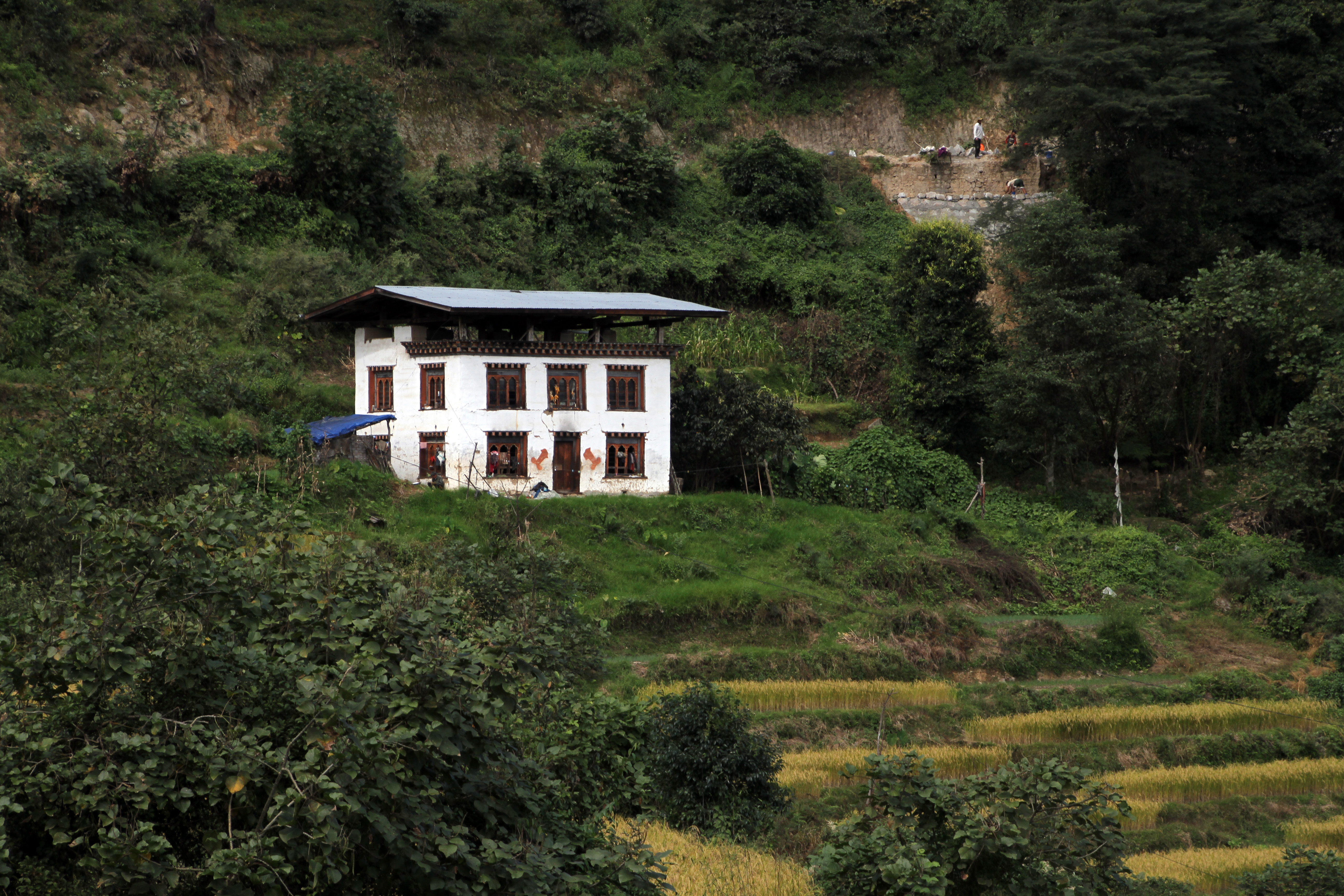
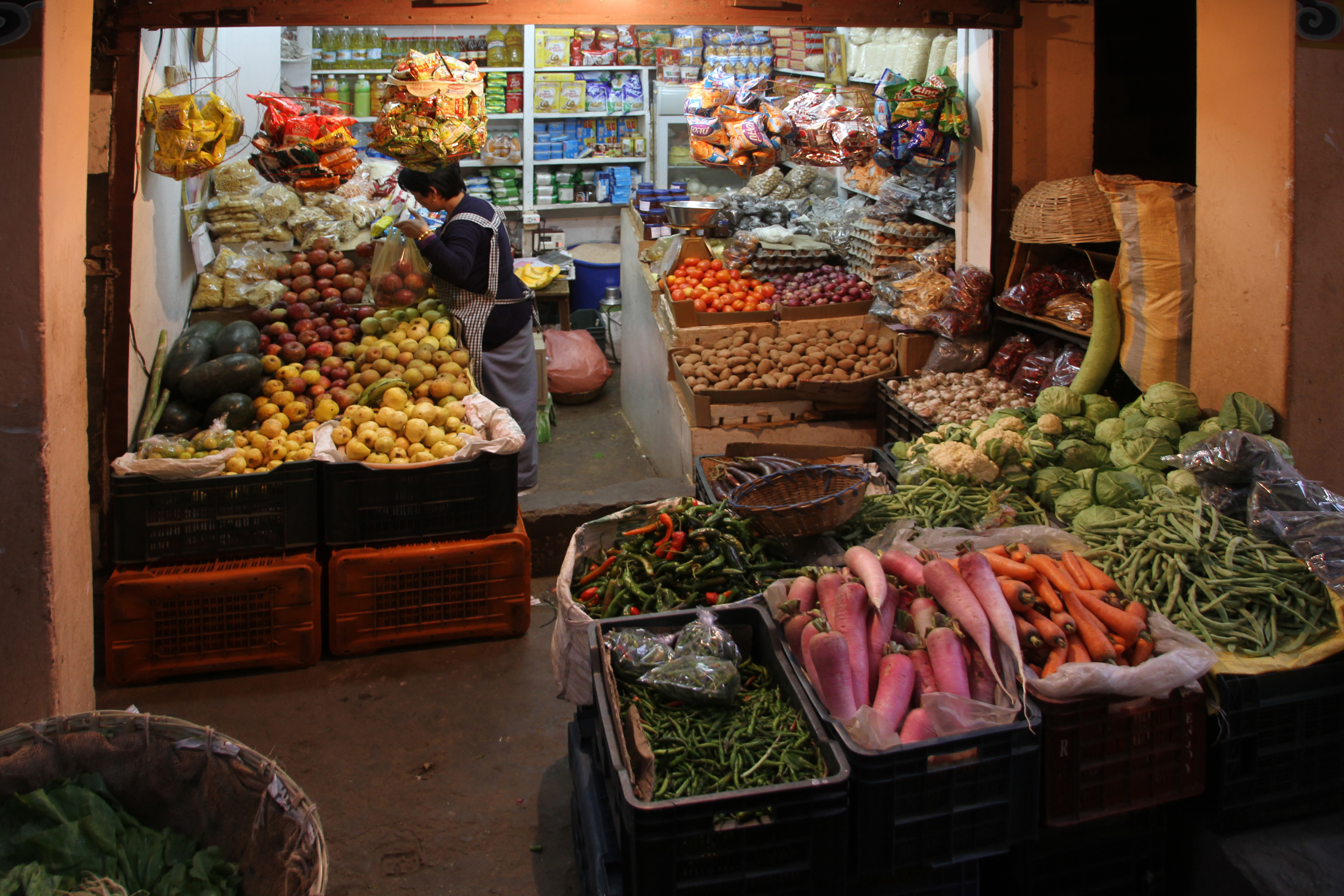
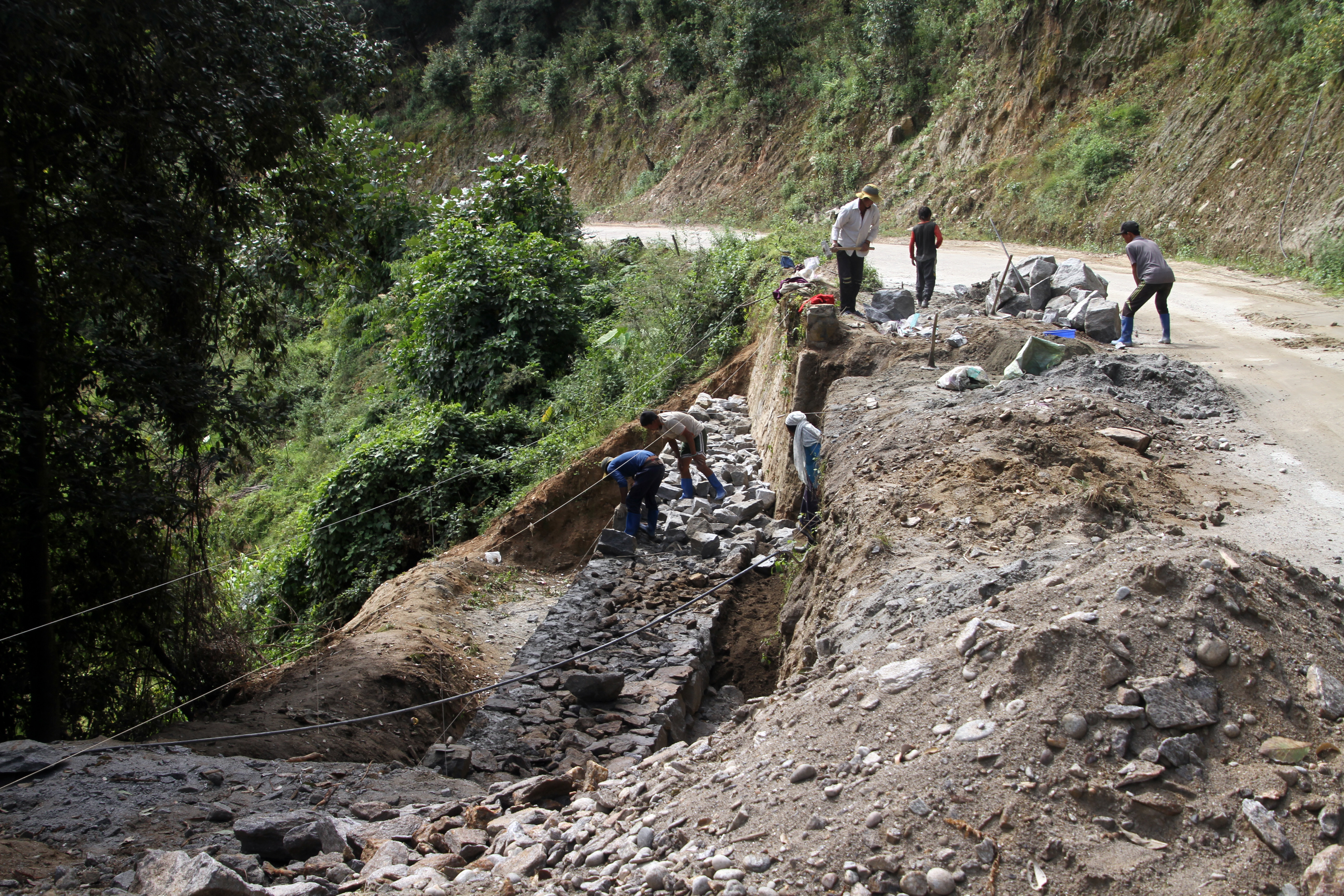
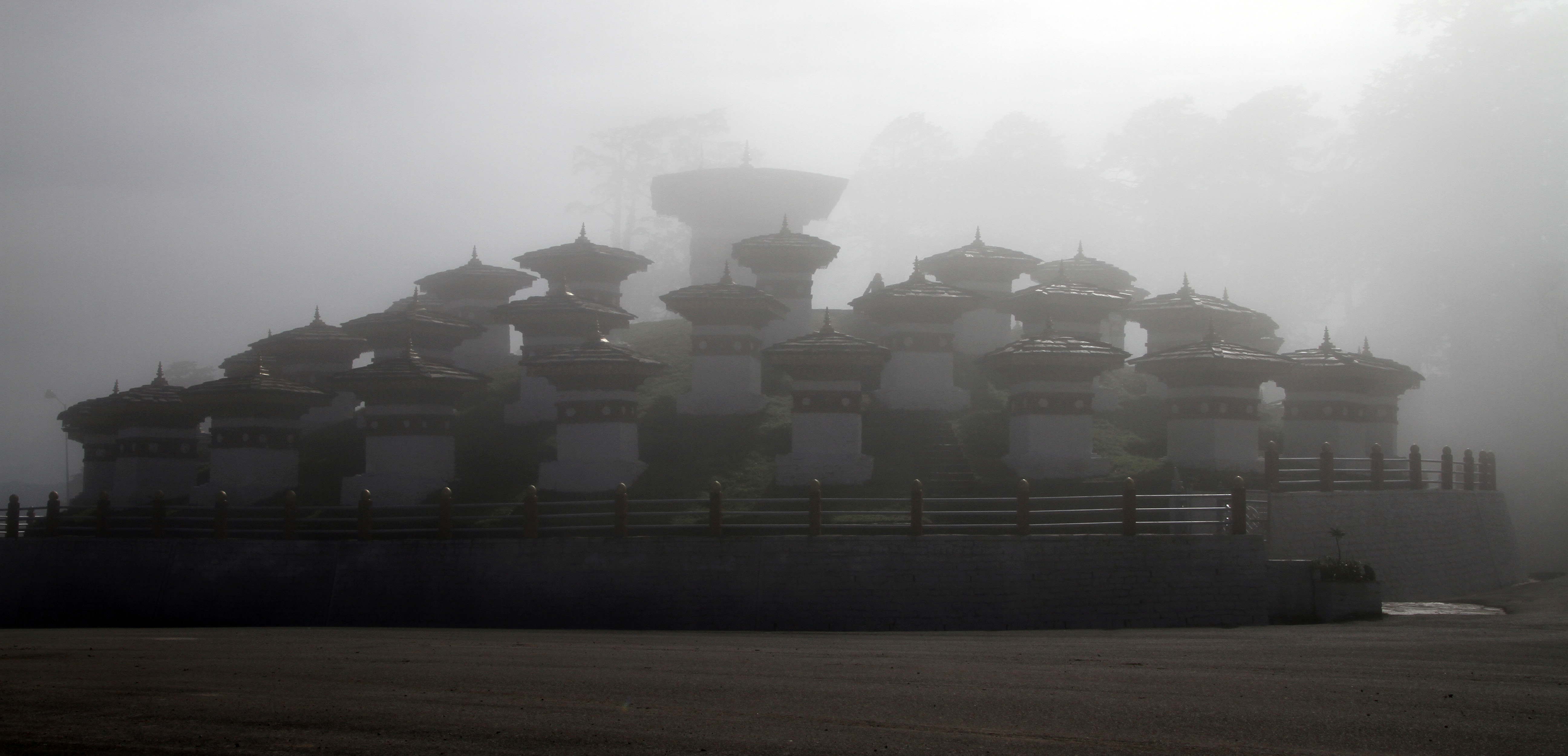
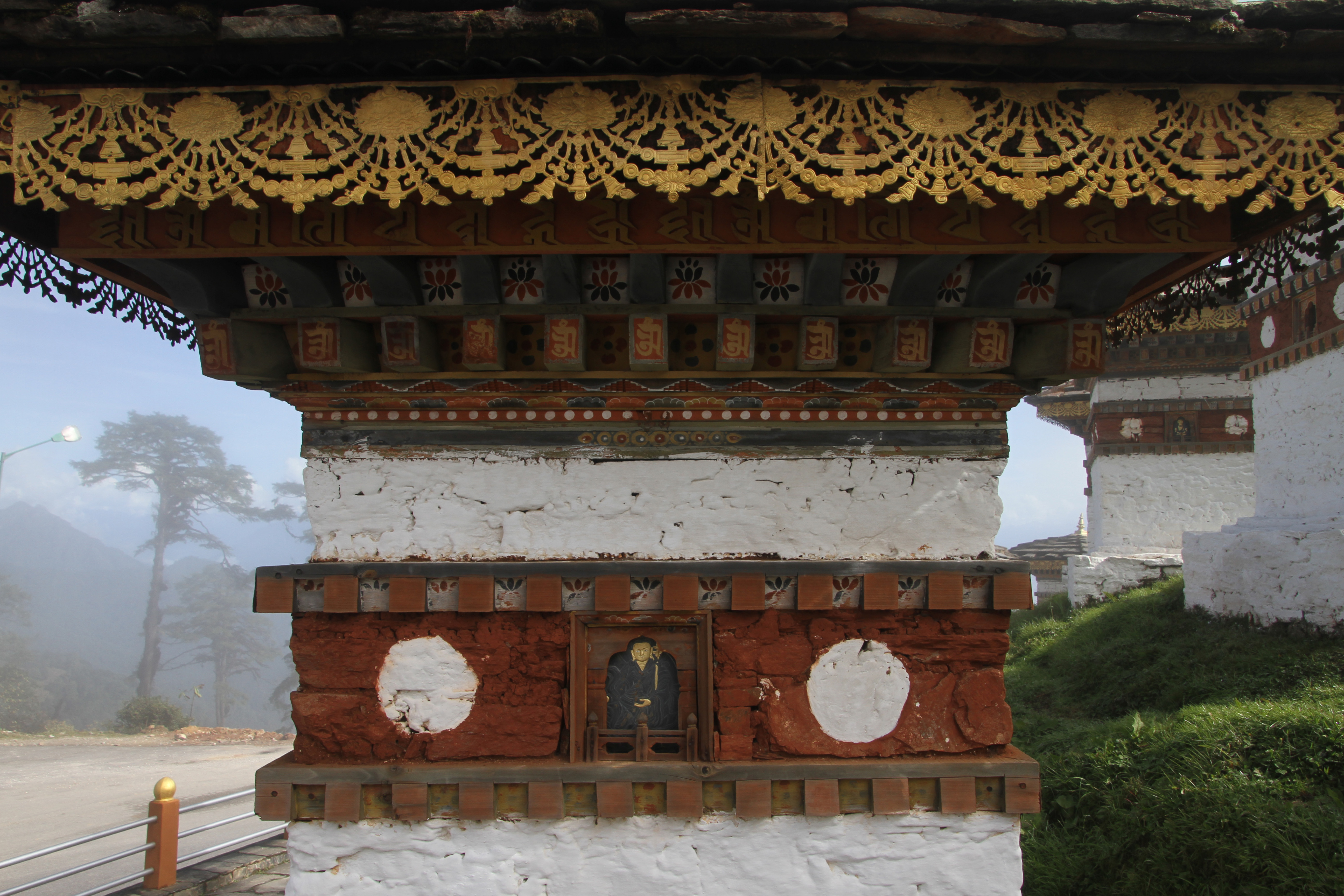
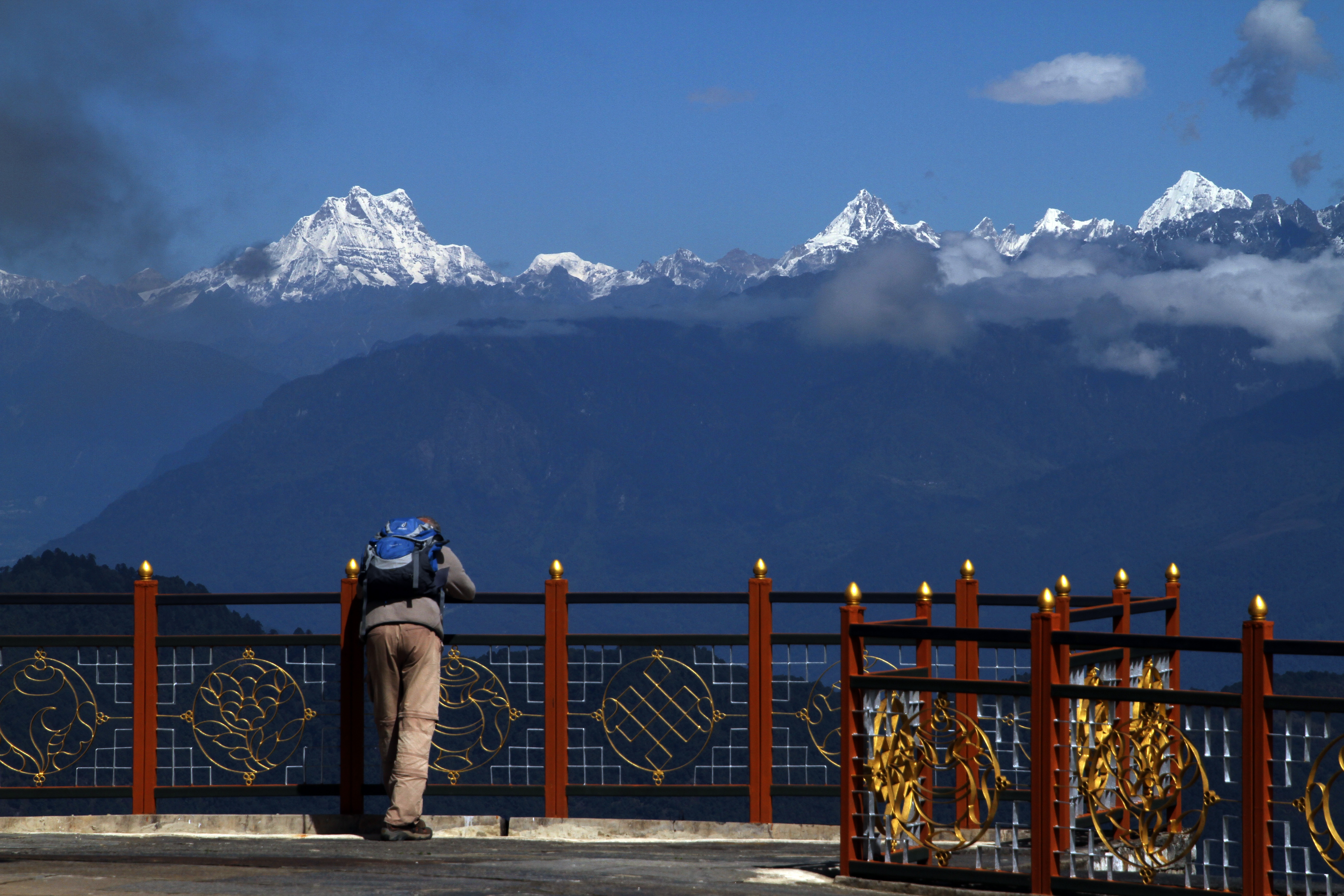